# Barbárok (film, 1966)
A Barbárok 1966-ban bemutatott fekete-fehér magyar nagyjátékfilm, melyet Móricz Zsigmond novellája alapján Zsurzs Éva írt és rendezett.

## Történet
A Móricz Zsigmond novellájából készült film történetszövése nem bonyolult, de annál érdekesebb lélektanilag. Bodri juhász legelteti nyáját az alföldi csomori pusztában, mikor két másik „kollégája” felkeresi a pihenőhelyén. Némi vitát követően egy fokossal agyonverik gyerekével együtt, mindezt a legelő vagyon miatt: 300 birka óriási érték volt akkoriban! Ám Vereshajúnak megtetszik az agyonütött Bodri juhász csillogó rézszögekkel kivert szíja, ami később rendkívüli fontossággal bír. Ekkor a felesége a megbeszélt időben vinné neki az elemózsiát, de nem találja sehol. A napnyugta irányába a pusztát járván találkozik a gyilkosaival is, de ők félrevezetik. Telnek a napok, a hetek, a hónapok, de az asszony nyughatatlan módon keresi férjét, és egy esős napon betér a helyi fogadóba. Itt hallja meg az egyik öreg paraszttól, hogy a pusztában volt korábban gyilkosságra is példa, de a tettest elfogták és felakasztották. Kirohan a kocsmából az ítéletidőbe...
A telet követő tavaszon az asszony ücsörög a némi árnyékot adó pusztai szálfa alatt és várja az urát, ám ekkor nem messze a néhai juhász pulija kaparni kezdi a földet és megtalálja a gazdája pásztorkalpagját, ezután az asszony kézzel kezdi a földet kiásni és megtalálja a díszekkel kivert szíjat, illetve a holttesteket is. Két faágból egy keresztet helyez a sírjuk fölé.
Kezében a szíjjal keresni kezdi a Vereshajút, de a pandúrok már „Szögedébe vitték”, mert sok csíntalanságot vertek rá, az asszony felkerekedik. Többszöri kihallgatást követően sem törik meg a Vereshajú, makacs módon tagad. Az utolsó esetnél ennyit mond:– Ami nem enyém, nem vehetem magamra!
Erre a vizsgálóbíró kizavarja a szobájából, de az ajtónyitásnál ott áll vele szemben az özvegy, aki előhúzza a rézszöges szíjat és felmutatja a Vereshajúnak. Ekkor az megretten, lelkileg összeomlik és bevallja a tettét.
A vizsgálóbíró utána szól a pandúroknak: – Vigyétek! Adjatok 25 botot neki! Barbárok.

## Szereplők
- Bodri juhász – Görbe János
- juhász felesége – Horváth Teri
- Vereshajú – György László
- vizsgálóbíró – Kovács Károly
- öreg paraszt – Makláry János